# Achaearanea disparata
Achaearanea disparata là một loài nhện trong họ Theridiidae.
Loài này thuộc chi Achaearanea. Achaearanea disparata được J. Denis miêu tả năm 1965.